# Apsilocera brevivena
Apsilocera brevivena är en stekelart som beskrevs av Xiao och Huang 2001. Apsilocera brevivena ingår i släktet Apsilocera och familjen puppglanssteklar. Inga underarter finns listade.